# Harsleben
Harsleben é um município da Alemanha, situado no distrito de Harz, no estado de Saxônia-Anhalt. Tem 27,86 km² de área, e sua população em 2019 foi estimada em 2.145 habitantes.